# Uroševac
Uroševac (serb. Урошевац, alb. Ferizaj) – miasto w południowym Kosowie/Serbii w regionie Uroševac. Liczy 108 tysięcy mieszkańców (2011).
Trzecie co do wielkości miasto Kosowa. Położone 40 kilometrów na południe od stolicy państwa – Prisztiny. W mieście znajduje się prawosławny Sobór św. Urosza w Uroševacu zbudowany w latach 1929–1933 przez Josifa Mihailovica, architekta ze Skopje.
W mieście rozwinął się przemysł drzewny oraz spożywczy.